# Bambesa
Bambesa este un oraș în  provincia Haut-Congo, Republica Democrată Congo. În 2012 avea o populație de 15 483 de locuitori, iar în 2004 avea 13 197.